# Vichinghi di Jomsborg
I Vichinghi di Jomsborg (Jómsvíkingar, singolare Jómsvíking) erano una compagnia di mercenari vichinghi, esistita nel X secolo e dedita al culto di divinità quali Thor e Odino. Erano ferventi pagani, ma vendevano i propri servigi a qualsiasi signore in grado di pagare i loro pesanti compensi, e quindi li si vide di tanto in tanto combattere anche al fianco di governanti cristiani.
Secondo le saghe norrene (in particolare la Saga dei vichinghi di Jomsborg, quella di re Óláfr Tryggvasson e le storie trovate nel Libro dell'Isola Piatta), la loro roccaforte Jomsborg era situata sulla riva meridionale del Mar Baltico, ma la posizione è contestata dagli storici e dai moderni archeologi. Il Libro di famiglia nordico afferma invece che Jomsborg era situata sul versante orientale dell'isola di Wollin nel Silberberg, sulla collina a nord della città di Wollin.
La leggenda dei vichinghi Jom appare in alcune delle saghe islandesi del XII e XIII secolo, ma l'esistenza di Jomsborg è questione di dibattito in ambienti storici, a causa della scarsità di fonti primarie. Non vi sono fonti contemporanee che citano i nomi Jómsvíkingar e Jomsborg, ma ci sono tre pietre runiche e diverse saghe che fanno riferimento a una delle loro battaglie, la Battaglia di Hjörungavágr del 986, quando il loro capo Sigvald Jarl li condusse in Norvegia per deporre Haakon Sigurdsson, de facto re di Norvegia, ma furono sconfitti.

## Capi dei vichinghi di Jomsborg
- Strút-Harald
- Thorkell l'Alto

## Riferimenti culturali
- A questo gruppo è dedicato l'omonimo album del 2016 della band svedese Amon Amarth.
- Nell'anime e nel manga Vinland Saga, che prende ispirazione dalla storia, vengono spesso citati i vichinghi di Jomsborg e Thorkell L'alto è uno dei personaggi principali.
- Nel videogioco del 2020 Assassin's Creed Valhalla il giocatore può creare un proprio vichingo di Jomsborg, da poter condividere a piacere con altri giocatori per poter essere usati nel proprio gioco durante le razzie.